# Polizeiruf 110: Tod eines Fahnders
Tod eines Fahnders ist ein deutscher Kriminalfilm von Wolfgang Münstermann aus dem Jahr 2007. Es ist die 287. Folge innerhalb der Filmreihe Polizeiruf 110 und der 35. Fall für Schmücke und Schneider. Dieses Mal haben sie den Tod eines Zivilfahnders aufzuklären.

## Handlung
Spät abends wird der Zivilfahnder Stefan Häfner erschossen in seiner Wohnung aufgefunden. Die Kommissare Schmücke und Schneider erfahren, dass der Fahnder derzeit gegen den flüchtigen Bankräuber Robert Sakowski ermittelte und offensichtlich „aufgeflogen“ ist. Da Sakowskis Ehefrau mit der Polizei zusammenarbeitet und sich sehr oft mit Häfner getroffen hatte, liegt ein Racheakt des Ehemanns nahe. Schmücke lässt Anja Sakowski und ihren Sohn observieren, aber der Flüchtige ist vorsichtig.
Allmählich geht Robert Sakowski das Geld aus und er zwingt seinen Schwager, mit ihm zur Bank zu gehen. Dabei werden Streifenbeamte auf die beiden aufmerksam und Sakowski kann verhaftet werden. Er leugnet, etwas mit dem Mord an dem Fahnder zu tun zu haben. Es gibt zudem keinerlei Spuren am Tatort, die auf Sakowski hinweisen. Schmücke findet heraus, dass Stefan Häfner im Rahmen seiner Arbeit auch zu Sakowskis Schwester eine Beziehung aufgebaut hatte. Das dürfte seiner Verlobten, der Polizeiobermeisterin Pia Hesse, nicht entgangen sein; somit ist eine Eifersuchtstat nicht auszuschließen. Als die Kommissare das Alibi von Anja Sakowski überprüfen, fallen ihnen Ungereimtheiten auf und sie nehmen sie fest. Sie hatte herausgefunden, dass Häfner sie nur als Lockvogel benutzt hatte, während sie die große Liebe in ihm sah. Aus Enttäuschung nahm sie seine Pistole und schoss.

## Hintergrund
Tod eines Fahnders wurde am 19. August 2007 im Ersten zur Hauptsendezeit erstmals ausgestrahlt. In dieser Folge tritt zum ersten Mal Gabriele Rößner, gespielt von Karin Düwel, in Erscheinung.

## Rezeption

### Einschaltquoten
Die Erstausstrahlung von Tod eines Fahnders am 19. August 2007 wurde in Deutschland von 6,66 Millionen Zuschauern gesehen und erreichte einen Marktanteil von 21,9 Prozent für Das Erste. Bei der werberelevanten Zielgruppe der 14- bis 49-Jährigen ergibt sich ein Anteil von 1,56 Millionen Zuschauer und damit 12,7 Prozent.

### Kritik
Tilmann P. Gangloff kommt bei tittelbach.tv zu dem Schluss: „Alles beim Alten in Halle: Der ‚Polizeiruf – Tod eines Fahnders‘ knüpft an die gemächliche Gangart der Herren Schmücke & Schneider nahtlos an. Weniger ‚Ein seltsames Paar‘, mehr richtiger Krimi – aber wie immer mit viel Kopf- und Fußarbeit.[…] Die recht prominente Besetzung mit Nadeshda Brennicke und Katharina Wackernagel kann bei diesem Buch und dieser Regie auch nichts reißen.“
Bei Kino.de heißt es: „Mit etwas Wohlwollen hat der Film also durchaus seine Reize, vorausgesetzt, man sieht über gewisse Details hinweg.“
Frank Kober bei telekritik.de zerreißt diese Episode und meint: „Unbeholfen dümpelt die Story vor sich hin. Die Frage-Antwort-Spielchen machen wieder nur Gähnen. Und mehr als ein paar Gluckser im Brei der Einfallslosigkeit sind nicht zu vernehmen. Ja, Schwarz und Winkler sind auf dem besten Wege zurück in die Gruft. Dahin, wo es nach alten Sünden riecht und wo selbst kleine Miezekätzchen das große Jammern überkommt.“
Die Kritiker der Fernsehzeitschrift TV Spielfilm vergaben auch nur eine mittlere Wertung (Daumen zur Seite) und fanden, „insgesamt fehlt es Figuren und Story an Tiefgang“. Das Fazit lautete, der Film sei „etwas platte Krimiroutine aus Halle“.